# Тіссайдський металургійний завод
Тіссайдський металургійний завод, також Редкарський металургійний завод (англ. Teesside Steelworks, також Redcar Steelworks) — металургійний завод у місті Редкар в Англії у графстві Північний Йоркшир. Розташований на березі Північного моря.

## Назва
У різних джерелах завод називається Тіссайдським або Редкарським. Перша назва пов'язана з тим, що завод розташований у конурбації Тіссайд, названої так від назви річки Тіс. Друга назва пов'язана з містом Редкар, біля якого розташований завод.

## Історія
Регіон, де розташований завод, має довгу промислову історію, що бере початок з 1839 року. У 19 столітті у різних місцях сучасної конурбації Тінсайд у пік розвитку місцевої металургії загальна кількість доменних печей доходила до 120. 1860 року в регіоні вироблено 500 тис. т чавуну, а 1873 року виробництво досягло 2 млн т.
Завод засновано 1917 року компанією Dorman Long. Під час націоналізації в середині 20 століття завод став частиною державної компанії British Steel. 1999 року, під час приватизації, він став частиною англо-данської компанії Corus Group. 2007 року завод придбала індійська компанія Tata Steel.

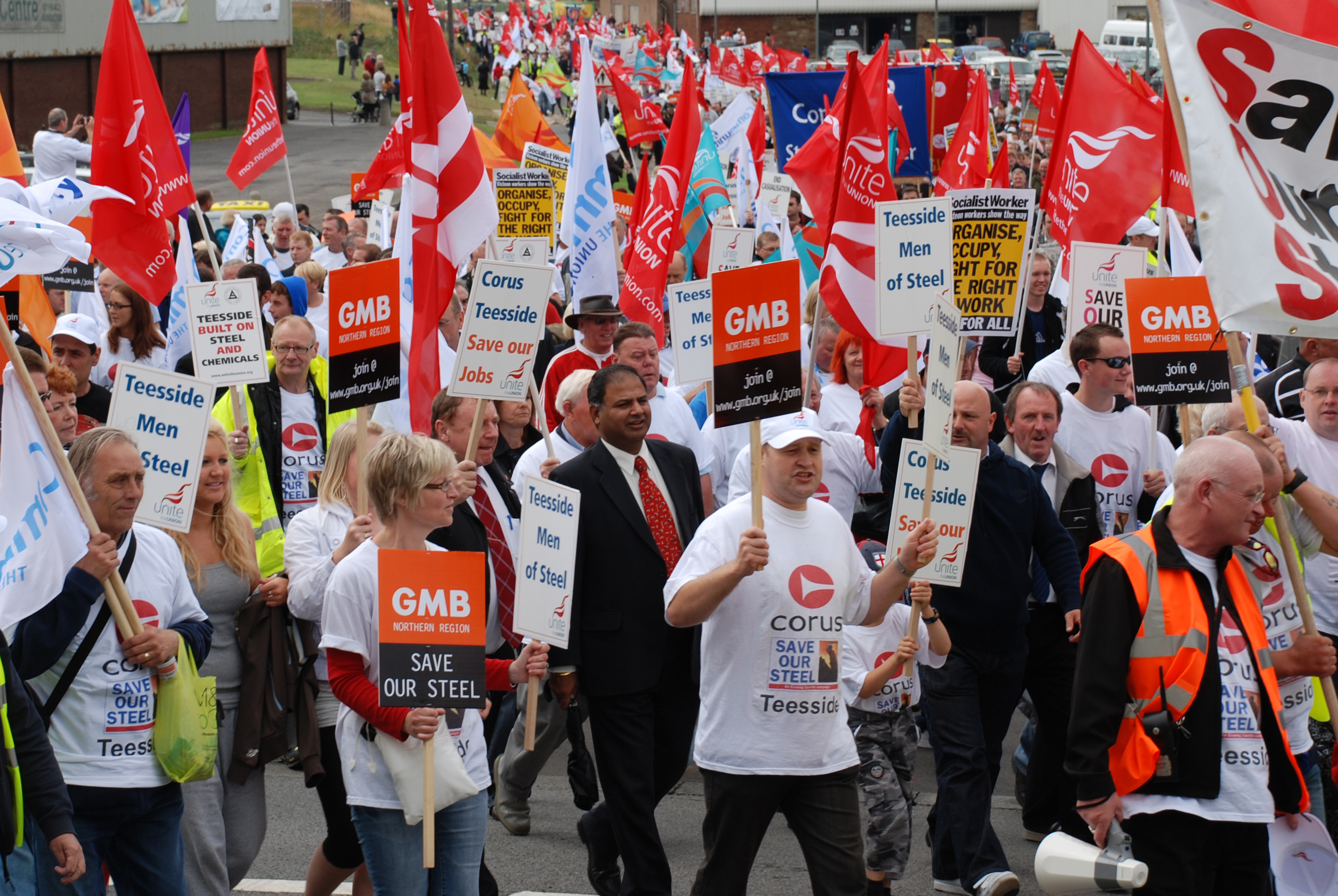
Демонстрація у липні 2009 року у Редкарі проти закриття заводу.

Навесні 2009 року компанія Corus оголосила про намір закрити завод. Доменна піч була видута 19 лютого 2010 року. Тоді з заводу було звілнено понад 1700 працівників. Довга історія виробництва сталі у регіоні могла завершитись. Працівниками заводу було розпочато кампанію під гаслом «Врятуйте нашу сталь». У лютому 2011 року доменну піч заводу було придбано таїландською компанією SSI, яка відновила роботу заводу. 15 квітня 2012 року, через 2 роки простою, було задуто доменну піч, а згодом введенно в дію сталеливарне і прокатне виробництва. 18 квітня 2012 року було прокатано перший сляб, а 15 травня 2012 року перше судно, навантажене слябами, виготовленими на заводі, вийшло з місцевого порту в Таїланд.

## Опис заводу

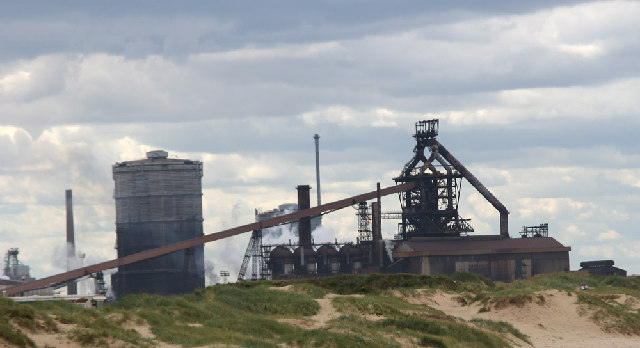
Доменна піч. Фото 2005 року.

Завод має 1 доменну піч об'ємом 3628 м³, [джерело?] що за цим параметром посідає друге місце поміж доменних печей Західної Європи. Система завантаження печі — конвеєрна. Продуктивність доменної печі — до 10000 т чавуну на добу. Кокс виготовляється на коксохімічному заводі, розташованому біля металургійного заводу.
Кількість працюючих на заводі — 1800 чоловік. Сталеплавильне і прокатне виробництво.